# Кирков, Иван
Иван Кирков (болг. Иван Кирков; 1 января 1932, Станимака — 19 сентября 2010, Асеновград); болгарский художник, график второй половины XX-го — первых лет XXI века. Творческий путь Ивана Киркова, — труженика и увлечённого экспериментатора, — сложился из опытов во многих жанрах и видах искусства: живопись, станковая графика, иллюстрация, плакат, скульптура, настенная роспись, мозаика, сценография.

## Биография

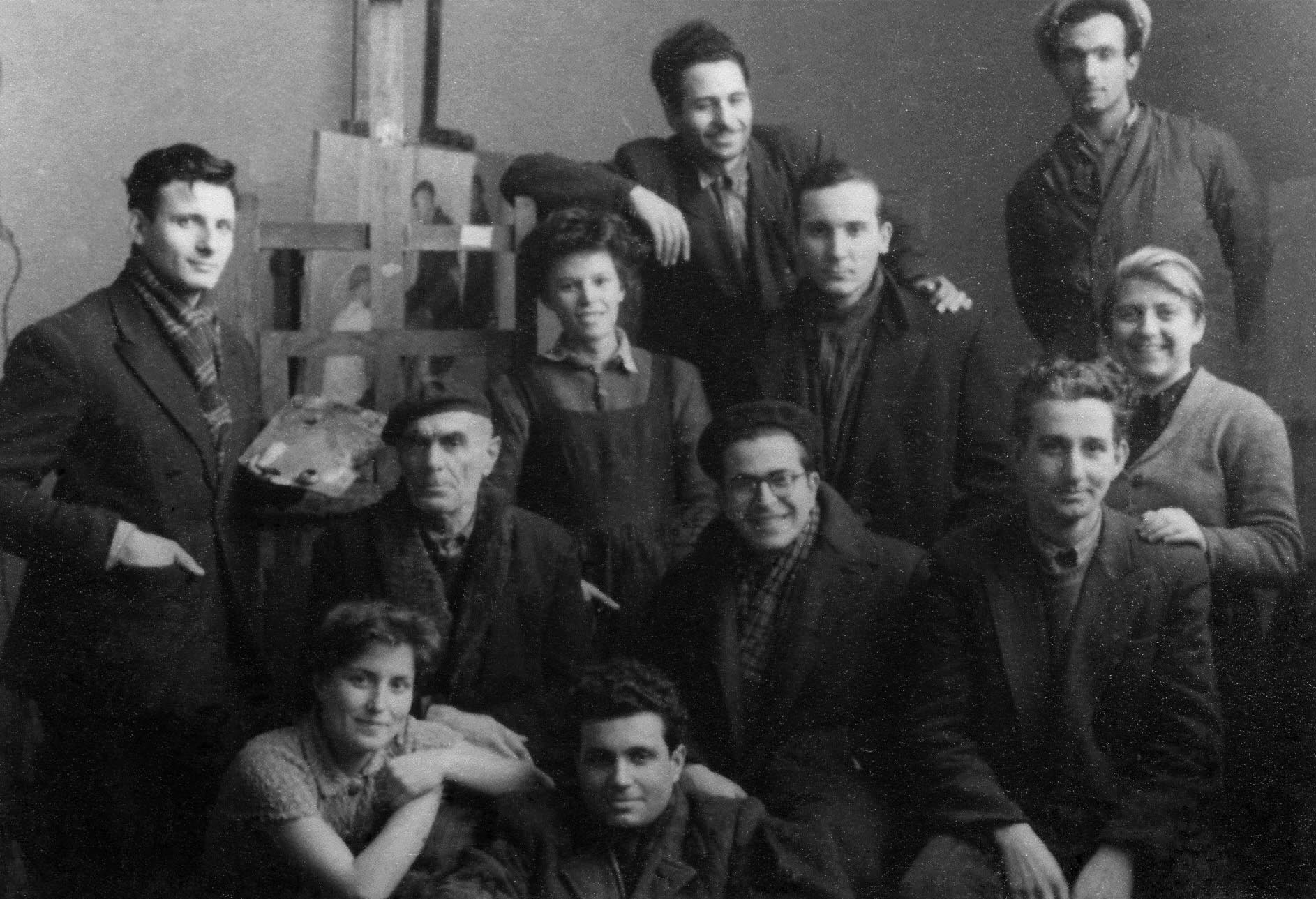
Иван Кирков (во втором ряду в центре / в очках); натурщик дядя Георги и студенты Академии художеств в студии. София, ок. 1952—53

Иван Кирков родился 1 января 1932 года в Асеновграде (тогда — Станимака). В 1955-м окончил Национальную академию искусств в Софии, специализация — живопись. Его учителями были профессора Илия Петров и Кирил Цонев. С 1957 года начал участвовать в выставках: портреты, жанровые композиции, пейзаж.
В 1961 году на Первой молодёжной выставке в Софии показал живописную композицию «У моря» (точно попавшую в русло нарождавшегося в СССР «сурового стиля») и ставшую поводом для резкой общественной полемики в Болгарии. С того времени имя Киркова на местной художественной сцене ассоциировалось с нонконформизмом.
В 1965—1967 годах он работал в качестве сценографа для Театра Сатиры. Автор декораций для спектаклей по Саве Доброплодни, Ивану Вазову, Шекспиру.
В качестве художника-постановщика работал над фильмом 1963 года «Инспектор и ночь».
Проявил себя как книжный дизайнер: макеты книг Елина Пелина, Р. Босилека (болг.), Цанко Церковски, Ивана Тургенева. Много занимался иллюстрацией .

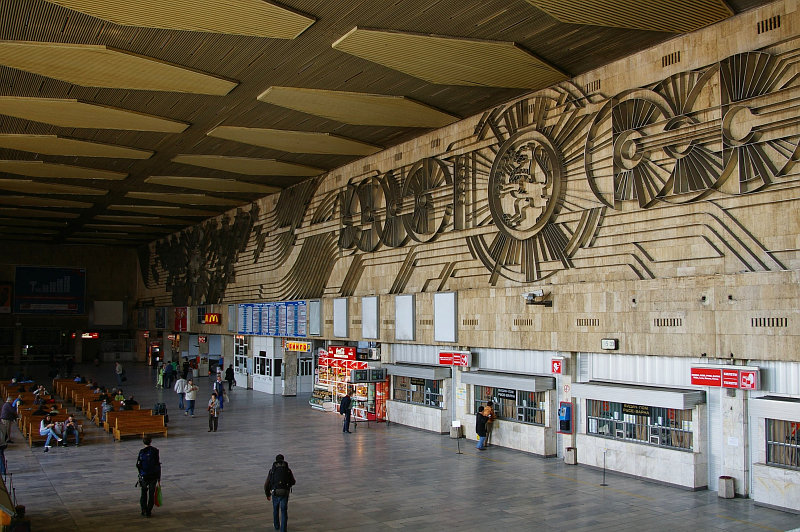
Иван Кирков. Пано в кассовом зале Центрального вокзала в Софии, 1974—1976. Металопластика, 200 м²

Как монументалист он создал декоративно-скульптурную композицию в Центральном железнодорожном вокзале Софии, фрески на потолке и концертный занавес для Национального театра «Иван Вазов». В 80-х преподавал в Софийской академии.
В 1959 году награждён бронзовой медалью Союза художников Болгарии (болг.). Ретроспективная выставка Ивана Киркова прошла в Национальной художественной галерее в Софии в октябре—ноябре 2004 года.
Иван Кирков умер 19 сентября 2010 года от бронхогенной карциномы и был погребён на родине, в Асеновграде. Посмертная дань уважения художнику отмечена многими выставками.

## Видео
- «Иван Кирков или да се спасиш в спомена», 2009 / фрагмент фильма, 3 мин. режиссёра Атанаса Кирякова (болг.)
- Видео, 14 мин. Ретроспектива Ивана Киркова, 2011 Галерея 8, к первой годовщине со дня смерти художника; с многочисленными комментариями галериста Бориса Стателова (болг.)